# Parada Cabrera
Parada Cabrera es una localidad uruguaya, del departamento de Canelones, y forma parte del municipio canario de Canelones.

## Ubicación
La localidad se encuentra situada en la zona centro-oeste del departamento de Canelones, sobre la ruta nacional 5 en su km 35. Dista 3 km de la localidad de Juanicó y 10 km de la ciudad de Canelones.

## Población
Según el censo de 2011, la localidad contaba con una población de 409 habitantes.
| -             | 432 | 294 | 341 | 325 | 409 |
| (Fuente: INE) |     |     |     |     |     |